# Russische Sommer-Meisterschaften im Skispringen 2013
Die russischen Sommer-Meisterschaften im Skispringen 2013 fanden vom 13. bis zum 17. Oktober in Krasnaja Poljana bei Sotschi auf der Schanzenanlage RusSki Gorki statt. Die Meisterschaften waren für internationale Sporttreibende geöffnet und fanden erstmals in Krasnaja Poljana statt, wo 2014 die Skisprungwettkämpfe der olympischen Winterspiele stattfinden sollten. Veranstalter war der russische Skiverband für Skispringen und die Nordische Kombination (FSJNCR), doch waren in diesem Jahr auch einige internationale Sportfunktionäre an der Durchführung beteiligt. Als Wettkampfleiter fungierte beispielsweise der Slowene Marko Mlakar, der ehemalige sowjetische Skispringer Juri Kalinin war als einer der Sprungrichter aktiv. Auch der damalige Renndirektor des internationalen Skiverbands Miran Tepeš war als Beobachter und Unterstützer anwesend.
Die Herren ermittelten sowohl von der Normal- als auch von der Großschanze jeweils einen Einzelmeister und hielten zudem ein Teamspringen ab. Bei den Frauen wurde hingegen nur ein Einzelspringen veranstaltet. Darüber hinaus gab es erstmals ein Mixed-Teamspringen bei russischen Meisterschaften. Das erfolgreichste Föderationssubjekt war die Republik Baschkortostan, der die beiden Einzelmeister der Herren Ilmir Chasetdinow und Dmitri Wassiljew angehörten.

## Austragungsort
| \| Sotschi \| |
| Sotschi       |

| Sotschi |

## Ergebnisse

### Frauen
| Platz | Name                    | Nation / Födsub.        | Weite 1 | Weite 2 | Punkte |
| ----- | ----------------------- | ----------------------- | ------- | ------- | ------ |
| 01.   | Sara Takanashi          | Japan                   | 101,0   | 101,0   | 252,5  |
| 02.   | Anastassija Gladyschewa | Region Perm             | 095,0   | 092,5   | 218,0  |
| 03.   | Irina Awwakumowa        | Moskau                  | 091,0   | 092,5   | 204,5  |
| 04.   | Elena Runggaldier       | Italien                 | 088,5   | 092,0   | 203,5  |
| 05.   | Manuela Malsiner        | Italien                 | 092,0   | 087,0   | 199,5  |
| 06.   | Sofija Tichonowa        | Sankt Petersburg        | 089,5   | 088,5   | 197,0  |
| 07.   | Lisa Demetz             | Italien                 | 089,0   | 086,0   | 192,0  |
| 08.   | Roberta D’Agostina      | Italien                 | 083,0   | 089,0   | 186,0  |
| 09.   | Darja Gruschina         | Sankt Petersburg        | 083,5   | 083,0   | 170,5  |
| 10.   | Marija Sotowa           | Oblast Nischni Nowgorod | 082,0   | 079,0   | 158,0  |

Datum: 13. Oktober 2013
Schanze: Normalschanze K-95
Russische Sommer-Meisterin 2012: nicht ausgetragen
Teilnehmerinnen: 26
Die amtierende Weltcup- und Grand-Prix-Gesamtsiegerin Sara Takanashi dominierte den Wettkampf und gewann mit mehr als 30 Punkten Vorsprung. Beste Russin wurde Anastassija Gladyschewa, die somit ihren ersten Sommer-Meistertitel holte.

### Männer

#### Normalschanze
| Platz | Name                  | Föderationssubjekt      | Weite 1 | Weite 2 | Punkte |
| ----- | --------------------- | ----------------------- | ------- | ------- | ------ |
| 01.   | Ilmir Chasetdinow     | Republik Baschkortostan | 094,0   | 094,0   | 224,0  |
| 02.   | Anton Kalinitschenko  | Oblast Kemerowo         | 094,0   | 093,5   | 219,5  |
| 03.   | Dmitri Wassiljew      | Republik Baschkortostan | 091,0   | 095,5   | 219,0  |
| 04.   | Roman Trofimow        | Republik Tatarstan      | 090,0   | 093,0   | 212,5  |
| 05.   | Denis Kornilow        | Oblast Nischni Nowgorod | 089,5   | 094,0   | 210,5  |
| 06.   | Dmitri Ipatow         | Oblast Magadan          | 089,5   | 092,5   | 208,0  |
| 06.   | Wladislaw Bojarinzew  | Sankt Petersburg        | 090,0   | 091,0   | 208,0  |
| 08.   | Pjotr Tschaadajew     | Moskau                  | 089,5   | 092,0   | 206,0  |
| 09.   | Michail Maximotschkin | Oblast Nischni Nowgorod | 088,5   | 092,0   | 205,0  |
| 10.   | Ilja Rosljakow        | Oblast Murmansk         | 088,5   | 092,0   | 204,5  |

Datum: 14. Oktober 2013
Schanze: Normalschanze K-95
Russischer Sommer-Meister 2012: nicht ausgetragen
Teilnehmer: 50
Russischer Meister wurde Ilmir Chasetdinow, der nicht nur in beiden Durchgängen 94,0 Meter sprang, sondern auch die gleiche Punktanzahl an Haltungsnoten bekam. Den am besten bewerteten Sprung zeigte jedoch Dmitri Wassiljew im Finaldurchgang, der damit seinen dritten Platz aus dem ersten Durchgang jedoch nicht mehr verbessern konnte und somit lediglich den Bronzerang absicherte.

#### Großschanze
| Platz | Name                  | Föderationssubjekt      | Weite 1 | Weite 2 | Punkte |
| ----- | --------------------- | ----------------------- | ------- | ------- | ------ |
| 01.   | Dmitri Wassiljew      | Republik Baschkortostan | 134,5   | 134,0   | 258,1  |
| 02.   | Denis Kornilow        | Oblast Nischni Nowgorod | 129,5   | 130,5   | 255,1  |
| 03.   | Ilmir Chasetdinow     | Oblast Moskau           | 128,5   | 121,0   | 228,9  |
| 04.   | Anton Kalinitschenko  | Oblast Kemerowo         | 123,0   | 128,5   | 221,6  |
| 04.   | Alexander Sardyko     | Oblast Nischni Nowgorod | 131,0   | 125,0   | 221,6  |
| 06.   | Roman Trofimow        | Republik Tatarstan      | 126,5   | 124,5   | 216,9  |
| 07.   | Michail Maximotschkin | Oblast Nischni Nowgorod | 124,0   | 124,0   | 216,4  |
| 08.   | Pjotr Tschaadajew     | Moskau                  | 123,0   | 119,5   | 215,7  |
| 09.   | Alexei Buiwolow       | Oblast Nischni Nowgorod | 119,5   | 125,0   | 212,2  |
| 10.   | Ilja Rosljakow        | Oblast Murmansk         | 122,5   | 120,0   | 210,8  |

Datum: 16. Oktober 2013
Schanze: Großschanze K-125
Russischer Sommer-Meister 2012: nicht ausgetragen
Teilnehmer: 47
Mit den weitesten Sprüngen in beiden Durchgängen holte sich Dmitri Wassiljew den Meistertitel von der Großschanze. Der Sieger von der Normalschanze Ilmir Chasetdinow wurde mit deutlichem Rückstand Dritter. Bei teils starkem Wind waren mehrere Startlukenwechsel notwendig.

#### Team
| Platz | Team                       | Namen                                                                       | Weite 1                 | Weite 2                 | Punkte |
| ----- | -------------------------- | --------------------------------------------------------------------------- | ----------------------- | ----------------------- | ------ |
| 01.   | Oblast Nischni Nowgorod I  | Alexei Buiwolow Michail Maximotschkin Alexander Sardyko Denis Kornilow      | 131,0 135,0 128,5 126,5 | 127,5 134,5 123,5 127,5 | 933,8  |
| 02.   | Republik Baschkortostan I  | Ramil Sarifullin Grigori Leontjew Ilmir Chasetdinow Dmitri Wassiljew        | 121,5 113,0 127,0 131,5 | 107,0 117,0 127,5 133,5 | 829,6  |
| 03.   | Region Perm                | Sergei Kulikow Georgi Tscherwjakow Alexei Kamynin Artjom Utew               | 119,0 124,0 127,0 118,0 | 120,5 117,0 118,0 115,0 | 759,7  |
| 04.   | Oblast Nischni Nowgorod II | Alexander Miserew Sergei Schulajew Iwan Lanin Alexander Schuwalow           | 120,0 115,0 112,0 122,0 | 120,0 114,0 102,5 117,0 | 689,6  |
| 05.   | Sankt Petersburg           | Erkin Allamuratow Sergei Pyschow Wladislaw Persijanzew Wladislaw Bojarinzew | 098,5 105,5 119,5 127,0 | 097,5 102,5 098,5 123,0 | 604,7  |

Datum: 17. Oktober 2013
Schanze: Großschanze K-125
Russische Sommer-Meisterin 2012: nicht ausgetragen
Teilnehmende Teams / Föderationssubjekte: 9 / 7
Weitere Platzierungen:

6. Platz:  Republik Tatarstan

7. Platz:  Republik Baschkortostan II

8. Platz:  Moskau

9. Platz:  Region Krasnojarsk
Das erste Team aus der Oblast Nischni Nowgorod dominierte den Wettbewerb und gewann mit mehr als hundert Punkten Vorsprung. Die beste Einzelleistung zeigte hingegen der Großschanzen-Meister Dmitri Wassiljew. Sowohl das Team aus Moskau als auch jenes aus Krasnojarsk gingen letztlich nur zu dritt an den Start.

### Mixed

#### Mixed-Team
| Platz | Team                      | Namen                                                                       | Weite 1                 | Weite 2                 | Punkte |
| ----- | ------------------------- | --------------------------------------------------------------------------- | ----------------------- | ----------------------- | ------ |
| 01.   | Sankt Petersburg          | Darja Gruschina Wladislaw Persijanzew Sofija Tichonowa Wladislaw Bojarinzew | 087,0 091,0 094,0 097,0 | 092,0 090,5 093,5 098,5 | 834,0  |
| 02.   | Region Perm I             | Marija Alexandrowa Sergei Kulikow Anastassija Gladyschewa Alexei Kamynin    | 083,5 089,5 100,5 092,5 | 087,5 090,0 096,5 093,5 | 831,0  |
| 03.   | Moskau                    | Anastassija Weschtschikowa Ildar Walitow Irina Awwakumowa Pjotr Tschaadajew | 079,0 088,0 103,0 093,0 | 078,5 088,0 101,0 093,0 | 801,5  |
| 04.   | Oblast Nischni Nowgorod   | Natalja Solowjowa Michail Maximotschkin Marija Sotowa Denis Kornilow        | 079,0 098,0 085,5 097,5 | 077,0 095,0 085,0 098,0 | 790,5  |
| 05.   | Republik Baschkortostan I | Aissylu Fachertdinowa Ilmir Chasetdinow Adel Saifullina Dmitri Wassiljew    | 067,0 100,0 069,5 099,0 | 063,5 100,0 070,5 098,5 | 693,5  |

Datum: 15. Oktober 2013
Schanze: Normalschanze K-95
Russische Sommer-Meisterin 2012: nicht ausgetragen
Teilnehmende Teams / Föderationssubjekte: 9 / 7
Weitere Platzierungen:

6. Platz:  Region Perm II

7. Platz:  Republik Baschkortostan II

8. Platz:  Republik Tatarstan

9. Platz:  Oblast Swerdlowsk

Die erstmalige Austragung eines Mixed-Teamspringens im Rahmen der russischen Meisterschaften gewann das Team aus Sankt-Petersburg, obwohl Darja Gruschina die einzige Athletin aus dem Team war, die ihre Gruppe gewinnen konnte. Die beste Einzelleistung der Frauen zeigte Irina Awwakumowa. Die beiden Männergruppen wurden von Ilmir Chasetdinow und Dmitri Wassiljew gewonnen, doch reichte es im Team nur zum fünften Rang.

## Medaillenspiegel
| Platz | Föderationssubjekt      |   |   |   |    |
| ----- | ----------------------- | - | - | - | -- |
| 1     | Republik Baschkortostan | 2 | 1 | 2 | 5  |
| 2     | Region Perm             | 1 | 1 | 1 | 3  |
| 3     | Oblast Nischni Nowgorod | 1 | 1 | 0 | 2  |
| 4     | Sankt Petersburg        | 1 | 0 | 1 | 2  |
| 5     | Moskau                  | 0 | 1 | 1 | 2  |
| 6     | Oblast Kemerowo         | 0 | 1 | 0 | 1  |
| Total | Total                   | 5 | 5 | 5 | 15 |